# 锈胸蓝姬鹟
锈胸蓝姬鶲（学名：Ficedula erithacus）为鶲科姬鶲属的鸟类。
它分布於不丹、柬埔寨、中國、印度、寮國、緬甸、尼泊爾和泰國。
在中国大陆，分布于甘肃、青海、四川、云南、西藏、河北等地。该物种的模式产地在四川。
其天然棲地為亞熱帶或熱帶濕潤低地森林以及亞熱帶或熱帶濕潤山地森林。
它是雜食性動物。